# Comunidad de villa y tierra de Calatañazor
La Tierra de Calatañazor era una comunidad de villa y tierra de la Extremadura castellana, cuya capital era la noble y alta villa de Calatañazor. Con el nombre de Partido de Calatañazor formaba parte de la Intendencia de Soria situada en la actual provincia de Soria, en la región española de Castilla la Vieja, hoy comunidad autónoma de Castilla y León.Todo el territorio de esta comarca se encuentra en la actualidad repartido entre las Tierras del Burgo, Comarca de Almazán y Comarca de Frentes.

## Lugares que comprendía
Entre paréntesis figura el municipio al que pertenecen.
| - Abioncillo (Calatañazor). - La Aldehuela (Calatañazor). - La Barbolla (Quintana Redonda). - Blacos. - Calatañazor. | - La Cuenca (Golmayo). - Escobosa (Rioseco de Soria). - Fuentelaldea (Quintana Redonda). - La Mallona (Golmayo) - La Mercadera (Rioseco de Soria). | - La Muela (Golmayo). - Monasterio (Quintana Redonda). - Nafría la Llana (Golmayo). - Nódalo (Golmayo). - La Revilla (Quintana Redonda). | - Rioseco. - Torreblacos. - Valdealvillo (Rioseco de Soria). |  |

Otros lugares habitados en el pasado y que aparecen como despoblados en la actualidad:
- San Miguel, Los Casares, El Cubillo y Fuentemayuel en Calatañazor.
- San Lucas en la Cuenca.
- San Torcuato en Rioseco.
- Tarancueña y Casarejos en Nódalo.

## Historia
Convertida en señorío, esta comunidad perteneció a los duques de Medinaceli y mantuvo su integridad territorial hasta el siglo XIX.